# Minden City
Minden City – wieś w Stanach Zjednoczonych, w stanie Michigan, w hrabstwie Sanilac.